# Louisianský leopardí pes
Louisianský leopardí pes také známý jako catahoula je americké psí plemeno.

## Historie

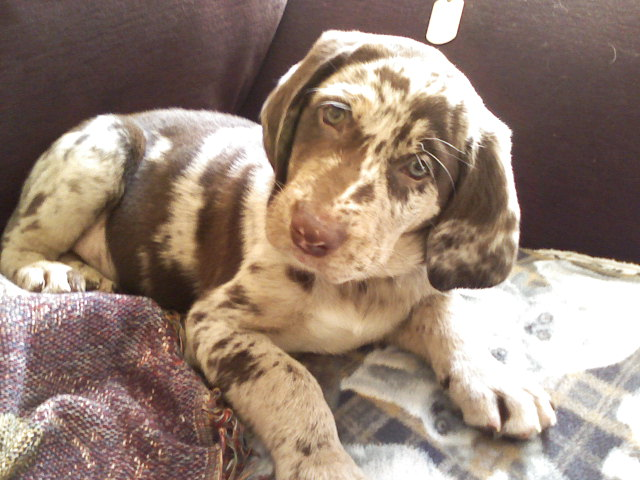
Štěně catahouly

Původ plemene louisianský leopardí pes dodnes není přesně znám. Dle pověstí, které jsou však vědecky nepotvrzené, vzniklo křížením vlka obecného s vlkem rudohnědým a následným křížením s španělským mastifem, právě u jezera Catahoula v americkém státě Louisiana. Španělští mastifovití psi se do Ameriky dostávali nejspíše proto, že byli využíváni jako bojoví psi, které Španělé používali proti indiánům. Původně byl využíván k nahánění volně žijících prasat a dobytka, který utekl. To vše se odehrávalo asi v 18. století, i když toto datum nemůže být zcela přesné, protože první zmínky o psu se skvrnitou srstí nahánějícím zatoulaná domácí zvířata jsou nacházeny již v první polovině 17. století.
Další teorie všechny předchozí informace popírá, neboť tvrdí, že toto plemeno vzniklo v 19. století příjezdem Francouzů do Ameriky, kde křížili své beaucerony a červené vlky.
Od roku 1979 je toto plemeno národním plemenem státu Louisiana v Americe a získalo oficiální označení catahoula, přesto je dnes v Evropě známější pod jménem louisianský leopardí pes. FCI není plemeno uznáno, ale uznává jej UKC (United Kennel Club) a AKC (American Kennel Club). V roce 1998 se první jedinci dostali do Evropy, konkrétně do České republiky, o což se zasloužil ing. Gerhard Stein, který později založil i chovatelskou stanici Šumící křídla. Česká republika je dokonce hned po Spojených státech amerických státem s největším počtem louisianských leopardích psů na světě. První pes se jmenoval Car a jeho barva byla černá, první fenka v Česku se jmenovala Kathy; byla přivezena ještě tentýž rok a byla hnědá s žíháním. V Česku toto plemeno zastřešuje Klub chovatelů málopočetných plemen psů a Catahoula Club EU z. s.

## Povaha

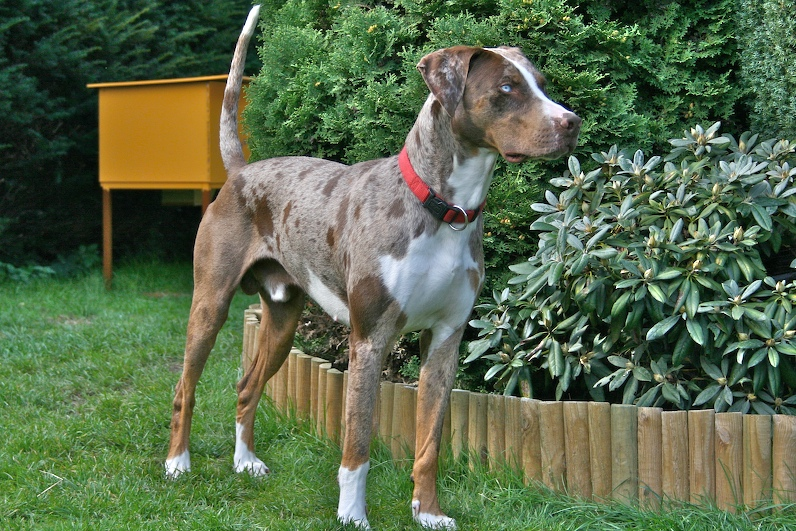

Louisianský leopardí pes je dominantní, samostatné a tvrdohlavé plemeno. Jeho majitel by se měl spokojit s tím, že ho pes nikdy nebude otrocky poslouchat jako třeba labradorský retrívr. Než něco udělá, rozmyslí si, zda mu to za to stojí. Je velmi dominantní. Má obranářské vlohy a vyvinuté teritoriální pudy, je to tedy dobrý a hlasitý hlídač. Pokud si myslí, že je jeho majitel nebo majetek v ohrožení, nebojí se zakročit. Je odvážný, ale zároveň nepředvídatelný. Je inteligentní a energický.
Může se projevovat bázlivě vůči cizím lidem. Děti i svou rodinu miluje. S jinými zvířaty (např. koňmi) se snáší dobře.

## Péče

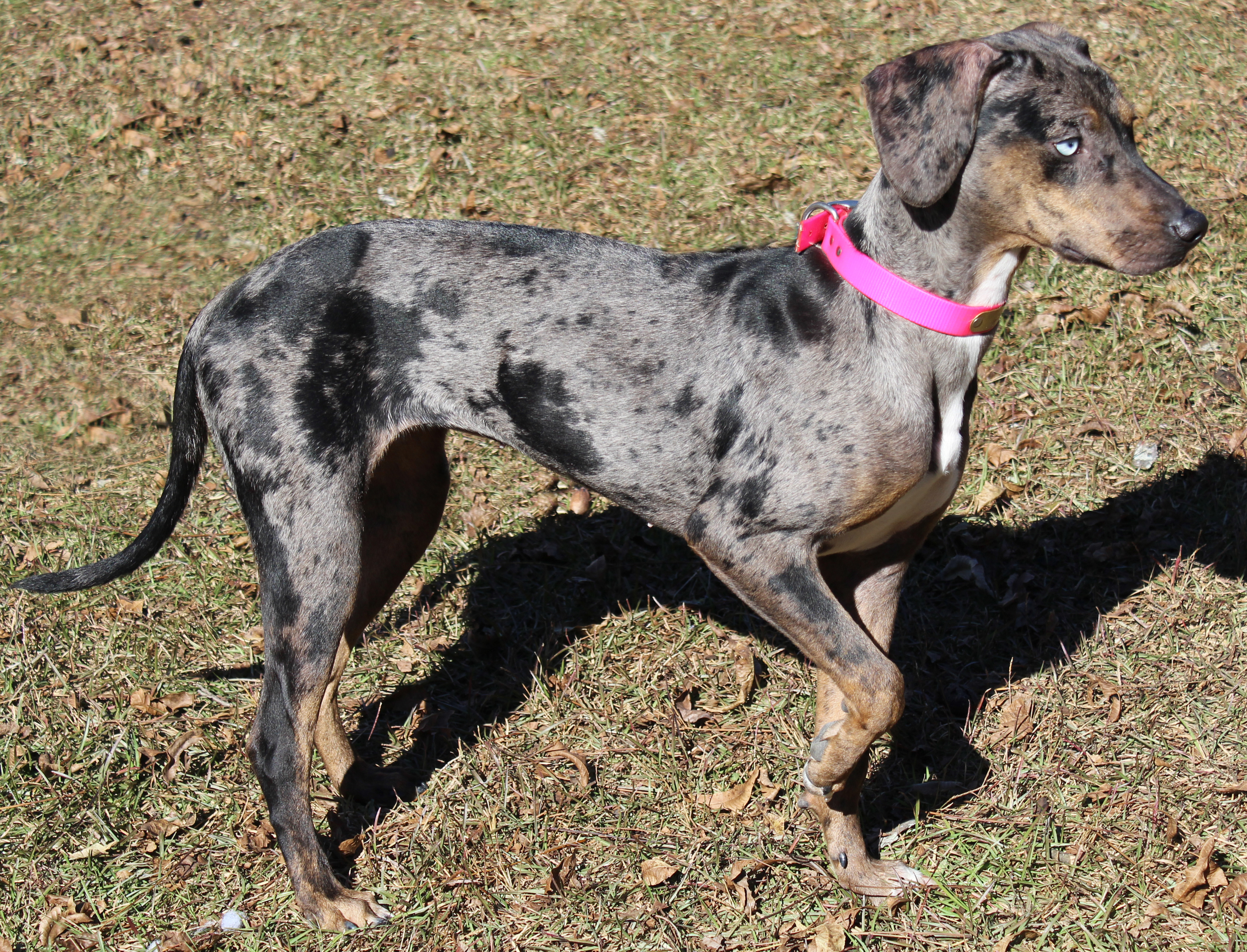
Fena se zbarvením blue merle

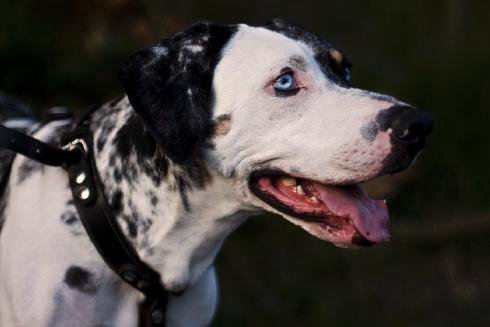
Louisianský leopardí pes

Toto plemeno vyžaduje pevnou ruku a tvrdou výchovu bez kompromisů. S výcvikem je nutné začít již po příjezdu do nového domova, aby si štěně mohlo zvyknout. Hodí se pro zkušené chovatele, nejlépe pro někoho, kdo s podobně dominantními psy má zkušenosti.
Vyžaduje pohyb. Jsou pro něj vhodné veškeré typy pohybu, od běhání při kole až po horské túry. Je vhodný i pro psí sporty, jako je agility. Je upotřebitelný i jako pastevecký a honácký pes, ale i jako lovec drobné zvěře a hlídač. Ve smečce jsou schopni ulovit i černého medvěda nebo divoké prase. Může se stát, že pokud nebude mít dost pohybu, bude utíkat a lovit zvěř.
Srst plemene je téměř bezúdržbová. Je krátká, přiléhající a na dotek jemná. Líná 2× ročně (jaro a podzim), v tuto dobu je nutné ji často vyčesávat. Mimo tuto dobu ale srst skoro nepadá a stačí ji jednou za týden vykartáčovat. Koupání srsti nevadí. Je odolná proti vodě, ale již ne tolik proti zimě, proto je lepší toto plemeno chovat uvnitř domu či bytu.

### Zdravotní problémy
Nejčastěji toto plemeno trpí dědičnou hluchotou, obzvláště pak čistě bílí jedinci či jedinci s bílým podkladem. Dalším problémem tohoto plemene může být dysplazie kyčelního kloubu (DKK), spondylóza nebo degenerativní myelopatie.

## Zajímavosti
Catahoula patří do skupiny dosud neuznaných plemen FCI, ale v České republice je zahrnuto do vyjmenovaných plemen non FCI, a to znamená, že má svůj chovatelský klub (dokonce dva) a může se chovat s průkazem pod FCI. Leopardi jsou zapisováni do pomocného registru plemenné knihy ČR. O tom, zda dané neuznané plemeno bude členský stát zapisovat, rozhoduje předsednictvo organizace – u nás tedy ČMKU (Českomoravské kynologické unie).